# Manx2航空
Manx2航空是萌島一家已結業的航空公司，負責运营不列顛群島內的民航業務，以萌島機場為總部，往來於貝爾法斯特、黑潭、利茲 / 布拉德福德、告士打郡以及澤西等地。2012年12月，Manx2的资产出售给citywing，Manx2的最后一班航班于2012年12月31日出发。

## 歷史
Manx2航空成立於2006年5月11日，並於同年7月15日開始營運服務，其董事會主席為，而草創團隊則來自原服務於海峽群島航線的藍島航空。
2006年7月11日，一架原屬布達佩斯航空服務的Let L-410「小渦輪」運輸機得以交付使用，其機身上塗有新的航空業者專屬顏色，是為該公司的首架客機。此飛機被投入於該公司首開的三段航線中，包括同年7月15日的「萌島－貝爾法斯特」、「萌島－黑潭」，以及同年8月12日增設的「萌島－利茲布拉德福德」。
2006年9月，Manx2航空推出了由英國宇航研發的捷流民航專用機以及由航空服務公司負責營運的一系列客機，成為該公司「萌島－利茲布拉德福德」機隊繼捷流-31之後的新成員。

## 航點
- 马恩岛
  - 朗奴斯威爾——萌島機場（樞紐及總部）
- 聯合王國
  -  北爱尔兰
    - 貝爾法斯特——乔治·贝斯特贝尔法斯特城市机场（樞紐）

  -  英格兰
    - 黑潭——黑潭機場（樞紐）
    - 告士打郡切爾滕納姆——告士打郡機場（重點城市）
    - 利茲 / 布拉德福德——利茲布拉德福德機場（自2013年1月8日起暫停[5]）
    - 泰恩河畔纽卡斯尔——紐卡素機場
    - 牛津——牛津機場（自2013年1月8日起暫停[5]）

  -  
    - 安格西——安格西機場
    - 卡迪夫——卡迪夫機場（樞紐）
- 澤西
  - 聖彼得（英语：Saint Peter, Jersey）——澤西機場

## 机队

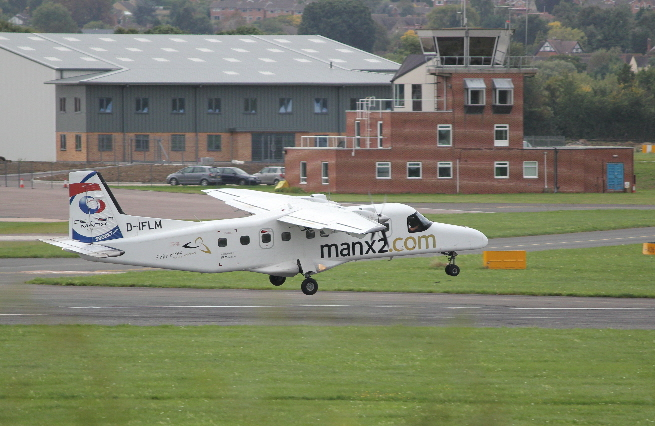
一架FLM Aviation多尼爾228于格洛斯特郡机场，为Manx2提供服务

Manx2的业务通常被称为一家虚拟航空公司。Manx2没有直接拥有任何飞机，但凭借其品牌和廣告销售其他航空公司代其运营的航班的机票，部分喷涂「Manx2.com」标识。

## 事故与事故征候
- Manx2航空7100號班機

## 外部連結
- Manx2官方網站
- 該公司的飛機照片集 （页面存档备份，存于）